# Exilisia viettei
Exilisia viettei là một loài bướm đêm thuộc phân họ Arctiinae, họ Erebidae.